# Фреге, Арнольд Вольдемар
Арнольд Вольдемар фон Фреге-Вельтциен (нем. Arnold Woldemar von Frege-Weltzien; 30 октября 1841, Абтнаундорф (ныне Лейпциг) — 22 октября 1916, Дрезден, Германская империя) — немецкий политик, писатель

. Доктор наук.

## Биография
Сын помещика, преподавателя юридического факультета Лейпцигского университета. Обучался педагогике в Социальных учреждениях Франке в Галле (Заале). Продолжил учёбу в университетах Галле, Бонна и Лейпцига. Получил степень доктора наук в Лейпцигском университете.
Один из основателей и член Немецкой консервативной партии. С 1878 года — член рейхстага. В 1898—1901 годах был вице-президентом рейхстага. Принадлежал к видным вождям крайнего аграрного крыла Немецкой консервативной партии. В парламентских дебатах представлял свою партию преимущественно по экономическим и финансовым вопросам; приверженец биметаллизма.
Из-за тяжелой болезни в 1905 году сложил с себя депутатские полномочия и больше не участвовал в выборах.
Автор ряда брошюр («Die Lohnbewegung der letzten 100 Jahre»; «Die landwirtschaftlichen Zölle»).